# Посылки с бомбами в США (2018)
В конце октября 2018 года шестнадцать пакетов, содержащих трубчатые бомбы, были отправлены через почтовую службу США нескольким видным критикам президента США Дональда Трампа, в том числе различным политикам демократической партии, прежде всего предыдущему президенту Бараку Обаме, бывшему вице-президенту Джо Байдену и бывшему Госсекретарю США Хиллари Клинтон. Хотя пакеты первоначально рассматривались как активные бомбы, анализ показал, что некоторые из них не могут взорваться, хотя неясно, было ли это преднамеренным.

## Рассылки

### Понедельник, 22 октября
Устройство было найдено в почтовом ящике в доме Джорджа Сороса в Катоне, Нью-Йорк. Сорос в это время отсутствовал. Сотрудник, который нашел устройство, унес его в лесистую местность, где саперы благополучно взорвали его.

### Вторник, 23 октября
Аппарат, адресованный бывшему госсекретарю США Хиллари Клинтон, был перехвачен секретной службой Соединенных Штатов в Чаппакуа, Нью-Йорк. Хиллари Клинтон также является женой бывшего президента Билла Клинтона и была противником Дональда Трампа на президентских выборах 2016 года.

### Среда, 24 октября
Устройство, адресованное бывшему президенту Бараку Обаме, было перехвачено Секретной службой во время проверки по почте в Вашингтоне, округ Колумбия. Кроме того, пакет, содержащий взрывчатый и подозрительный порошок, был найден в почтовой комнате CNN в Центре Time Warner в Нью-Йорке, адресованном бывшему директору ЦРУ Джону О. Бреннану. CNN сообщила, что правоохранительные органы сообщили, что пакет был доставлен курьером. Бреннан служил в качестве главного аналитика национальной безопасности и разведки для MSNBC и NBC News с февраля 2018 года, но в прошлом работал на CNN. Подозрительный пакет, адресованный представителю США Максин Уотерс, был перехвачен Полицией Капитолия Соединенных Штатов. Второй пакет, адресованный Уотерсу, привел к эвакуации в почтовой службе США в Лос-Анджелесе. Пакет, адресованный бывшему генеральному прокурору США Эрику Холдеру был возвращен предполагаемому отправителю, представителю политика США Дебби Вассерман Шульц в Санрайзе, штат Флорида.

### Четверг, 25 октября
В ранние утренние часы пакет был найден в Tribeca, Нью-Йорк, на имя актера Роберта Де Ниро через его компанию TriBeCa Productions. Власти также нашли пакет в Нью-Касл, штат Делавэр, на имя бывшего вице-президента Джо Байдена с его полным именем Джозеф Робинетт Байден-младший. Он был возвращен на почту из-за недостаточной почтовой оплаты. Второй пакет, предназначенный для Байдена, этот с неправильным адресом, был найден на объекте в Уилмингтоне, штат Делавэр. Полицейский департамент Майами-Дейд и федеральные власти полагают, что некоторые из пакетов прошли через центр обработки и распространения почты в Опа-замокке, штат Флорида, и обыскали объект с помощью подразделения бомбы и блока К-9.

### Пятница, 26 октября
Власти обнаружили четыре пакета, похожие на предыдущие пакеты. Один из них адресован бывшему Национальному аналитическому директору Джеймсу Клэпперу (который, как и тот, который был отправлен Джону Бреннану, имел адрес CNN Time Warner Center), был найден в почтовом учреждении в Нью-Йорке, а другой, адресованный американскому сенатору Кори Букеру, был найден во Флориде, в почтовом отделении. Власти позже обнаружили бомбу, адресованную сенатору США Камале Харрис в Сакраменто, штат Калифорния, и одну, адресованную миллиардеру Тому Стэйеру в Берлингейме, Калифорния.

### Понедельник, 29 октября
Президент CNN Джефф Цукер предупредил сотрудников о том, что подозрительный пакет, отправленный в Центр CNN, был найден на почтовом отделении в Атланте, штат Джорджия. Джим Сьютто опубликовал фотографию пакета в Твиттере и он был похож на другие. В отличие от двух других, отправленных в CNN, это не было адресовано конкретному человеку.

### Четверг, 1 ноября
Второй пакет, адресованный Тому Стэйеру, был найден в Берлингейме, Калифорния.

### Список атак
| Дата                 | Цель            | Должность                                | Место                                              |
| -------------------- | --------------- | ---------------------------------------- | -------------------------------------------------- |
| 22 октября           | Джордж Сорос    | Основатель Фонда «Открытое Общество»     | Катона, Нью-Йорк (Резиденция Сороса)               |
| 23 октября           | Хиллари Клинтон | Бывший Госсекретарь США                  | Чаппакуа, Нью-Йорк (перехвачено Секретной службой) |
| 24 октября           | Барак Обама     | Бывший Президент США                     | Вашингтон (перехвачено Секретной службой)          |
| 24 октября           | Эрик Холдер     | Бывший Генеральный прокурор США          | Санрайз, Флорида (офис Дебби Вассерман-Шульц)      |
| 24 октября           | Максин Уотерс   | Член Палаты представителей от Калифорнии | Вашингтон (Капитолийский холм)                     |
| 24 октября           | Максин Уотерс   | Член Палаты представителей от Калифорнии | Лос-Анджелес                                       |
| 24 октября           | Джон Бреннан    | Бывший Директор ЦРУ                      | Нью-Йорк (Time Warner Center)                      |
| October 25           | Джо Байден      | Бывший Вице-президент США                | Нью-Касл, Делавэр                                  |
| October 25           | Джо Байден      | Бывший Вице-президент США                | Уилмингтон, Делавэр                                |
| October 25           | Роберт де Ниро  | Актер                                    | Нью-Йорк (офис Tribeca Productions)                |
| 26 октября           | Джеймс Клеппер  | Бывший Директор национальной разведки    | Нью-Йорк (почтовое отделение)                      |
| 26 октября           | Кори Букер      | Сенатор от штата Нью-Джерси              | Опа-Лока, Флорида                                  |
| 26 октября           | Камала Харрис   | Сенатор от Калифорнии                    | Сакраменто, Калифорния (почтовое отделение)        |
| 26 октября, 1 ноября | Том Стейер      | Милиардер, инвестор                      | Берлингейм, Калифорния (почтовое отделение)        |
| 29 октября           | CNN Center      | Штаб-квартира CNN                        | Атланта, Джорджия                                  |

## Подозреваемый
26 октября Сейсер Алтиери Сейок-младший (родился 17 марта 1962 года) был арестован в связи со связью с рядом взрывных устройств. Сайок родился в Бруклине и переехал во Флориду в детстве. Его отец является филиппинским иммигрантом, а его мать родилась в Бронксе, имея итальянское наследие. Его отец бросил его в детстве. Последний известный адрес Сайока был в Авентуре, штат Флорида, в доме его матери, но он жил в своем фургоне во время его ареста.
В 1980 году Сайок окончил среднюю школу Северного Майами-Бич. Он учился в Бревардском колледже в течение трех семестров, начиная с этого года, и был переведен в Университет Северной Каролины в Шарлотте в 1983 году, где он играл в футбольной команде школы, но не достиг высоких результатов.
Сайок имеет долгую криминальную историю. В 2002 году он признал себя виновным в том, что он вызвал угрозу для Флориды Power & Light. Он также неоднократно подвергался арестам за обвинения, в том числе воровство, батарею и хранение наркотиков, с осуждениями в 1991, 2013 и 2014 годах.
Список государственных записей Сайока подключен к двум, теперь неактивным бизнесам в Халланддейл-Бич: «Proud Native American One Low Price Drycleaning» в 2001 году и совсем недавно в Native American Catering & Vending LLC в 2016 году. Дом Саока был исключен в 2009 году, и он подал заявление о банкротстве в 2012 году после накопления более 21 000 долларов долга.
Сайок является бодибилдером и злоупотребляет стероидами. Он сделал множество ложных заявлений о себе и своем прошлом. Он утверждал, что был популярным стриптизером, владельцем стрип-клуба и партнером в Чиппендейле; компания говорит, что он никогда не работал там и «никогда не был связан ни с чем с Chippendales». Во время его банкротства в 2012 году он сказал, что работал менеджером магазина Hassanco Investments в Голливуде, штат Флорида. С января 2017 года по январь 2018 года он частично работал над поставками пиццерии в Форт-Лодердейле. Во время его ареста он работал ди-джеем и швейцаром в стрип-клубе в Уэст-Палм-Бич.
Сайок является зарегистрированным республиканцем. Он зарегистрирован в Республиканской партии 4 марта 2016 года. The Miami New Times сообщает, что он был активным в социальных сетях, где он был известен своими экстремальными взглядами и часто публиковал про-Трамповские и антилиберальные послания и мемы.
Когда его задержали, фургон Сайока был схвачен. На нем были изображены Дональд Трамп и вице-президент Майк Пенс, а также стикер, на котором были написаны «CNN Sucks». Другие наклейки на фургоне были с Хиллари Клинтон, Бараком Обамой, Майклом Муром, Ван Джонсом и Джилл Штайном с прицельными стрелками на их лицах. В отчетах указывается, что в фургоне были обнаружены «паяльное оборудование, штампы, конверты, бумага, принтер и порошок», предполагая, что в нем могли быть установлены бомбы. Сотрудники правоохранительных органов сообщили журналистам, что Сайок имел «хит-лист» более 100 человек в своем фургоне и уведомлял об этом, но публично не публиковал эти имена. Сайок, как сообщается, сказал чиновникам, что бомбы были безвредными и что он не хотел никого обижать.